# M151 MUTT

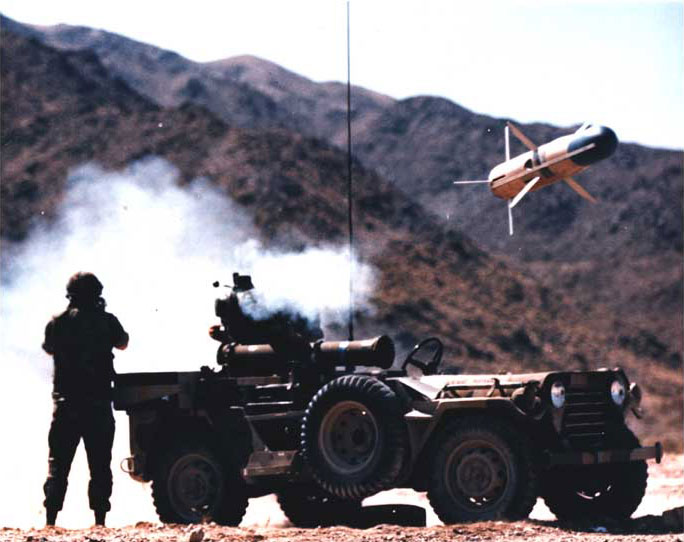
M825 (M151A2 z wyrzutnią ppk TOW)

M151 (Ford  MUTT) – amerykański lekki wojskowy samochód terenowy. Miał zastąpić samochód M38A1 (powojenna wersja samochodu Willys Jeep). Produkcję rozpoczęto w 1959 roku w zakładach Forda. Nosił oznaczenie fabryczne Ford MUTT (Military Utility Tactical Truck), oficjalne oznaczenie wojskowe to M151 Truck, Utility: ¼-Ton, 4x4. Ostatnie egzemplarze M151 wyprodukowano w 1985 roku. 
M151 był produkowany w wielu wersjach:
- M151, M151A1, M151A2 – lekkie samochody terenowe.
- M718, M718A1 – ambulansy
- M151A1C – przenosi działo bezodrzutowe kalibru 106 mm
- M825 – skonstruowany na bazie M151A2 – przenosi wyrzutnię pocisków kierowanych BGM-71 TOW
- M151 FAV (Fast Attack Vehicle – ang. szybki pojazd szturmowy) – wersja uzbrojona przeznaczona dla USMC. Mogła być uzbrojona w ukm M60 lub M240, wkm M2, albo wyrzutnię ppk BGM-71 TOW.

M151 były z powodu podobnego do Willysa wyglądu i przeznaczenia nazywane Jeepami. Pomimo podobieństwa w wyglądzie zewnętrznym, M151 miały zupełnie inną konstrukcję niż ich poprzednicy. Przede wszystkim nie miały ramy. Poza tym po raz pierwszy zastosowano zawieszenie niezależne (4 niezależne wahacze, brak mostów) gdzie dyferencjał przymocowany był do podwozia. Stosuje się ten system przenoszenia napędu do dziś w hummerach. Dodatkowo M151 nie miały skrzyni redukcyjnej, a wyłącznie krótką tzw. "czołgową jedynkę"  Dużą zaletą M151 była możliwość transportu śmigłowcami. M151 był pojazdem o dobrych właściwościach terenowych. Jego największą wadą, podobnie jak innych lekkich samochodów terenowych, była niska masa użyteczna. Z tego powodu żadna wersja M151 nie otrzymała opancerzenia.
W roku 1985 do uzbrojenia amerykańskich sił zbrojnych wprowadzono średni samochód terenowy HMMWV, który do końca wieku zastąpił M151.

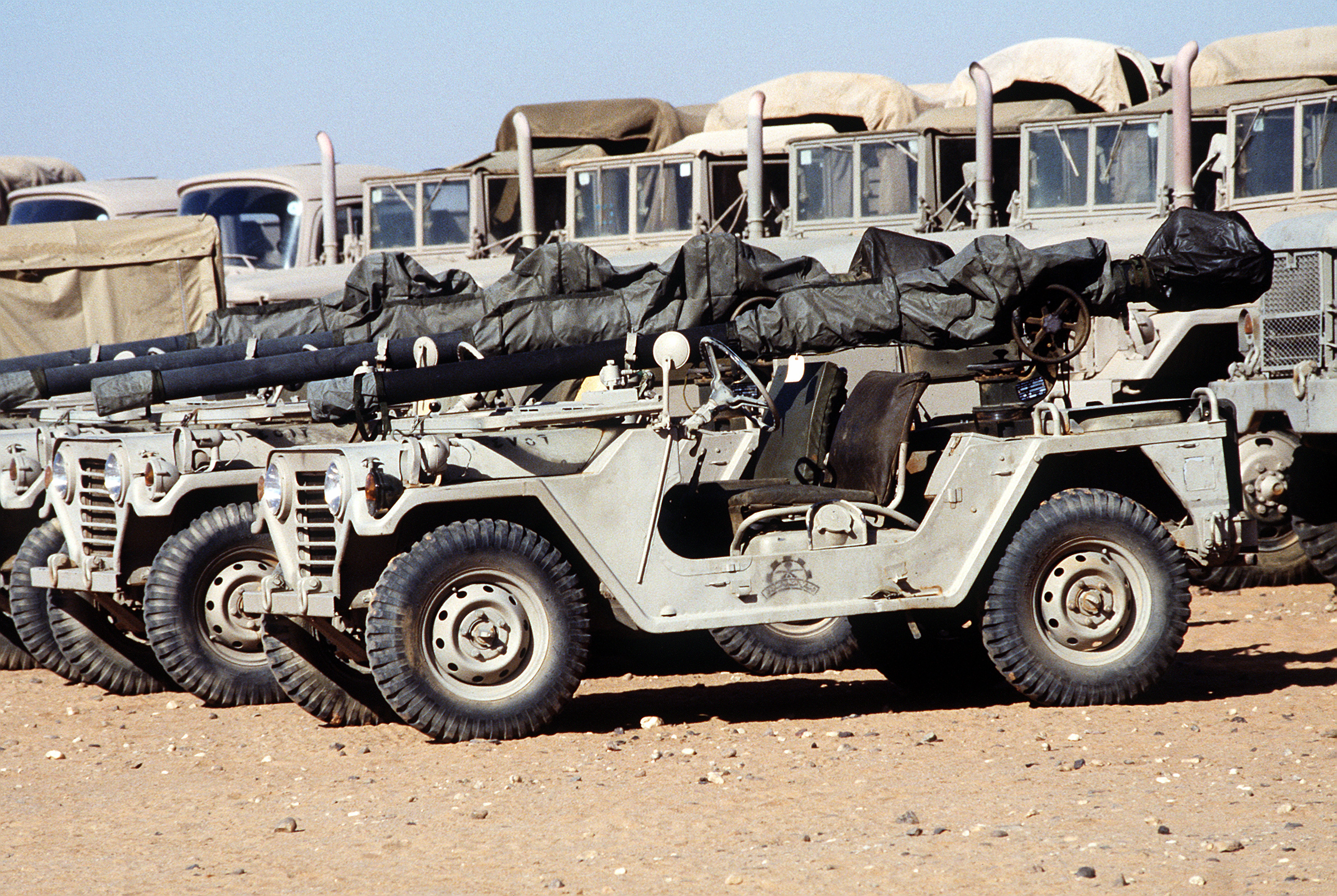
M151 w służbie saudyjskiej